# Karoline Kriechbaum
Karoline Kriechbaum (* 9. Juni 1899 in Nürnberg; † 6. Juni 1973 in Lambrecht) war eine deutsche Autorin.

## Leben
Die Familie von Karoline Kriechbaum stammte ursprünglich aus der Westpfalz. Mit 10 Jahren kam sie nach Kaiserslautern. 1924 heiratete sie den Schlosser Leopold Kriechbaum. Anfang der dreißiger Jahre wurde sie Arbeiterin in der Kammgarnspinnerei Kaiserslautern. Sie fing an Erzählungen und Gedichte in Pfälzer Mundart und in Hochdeutsch zu verfassen, die in Tageszeitungen abgedruckt wurden; dort wurde sie als Arbeiterdichterin bezeichnet. In ihren Gedichten schildert sie die raue Welt in der Baumwollspinnerei, Familie und Heimat, zum Teil auch verherrlichend. Sie wird in der Fabrik zur Sozialbetreuerin ernannt. 1941 wurde ihr Buch "Familie Hemmer – Die Geschichte einer Arbeiterfamilie" mit einem Vorwort von Paul Münch veröffentlicht, welches in mehreren Auflagen erschien. 1944 wurde der 'Kotten', das ursprünglich für die Spinnerei errichtete Arbeiterviertel, durch mehrere Bombenangriffe der Alliierten zerstört. Durch das erlebte Grauen mit vielen Toten änderte sich ihre Einstellung zum NS-Regime, was sich in Gedichten niederschlug. Nach dem Krieg schrieb Karoline Kriechbaum Glossen und Schwänke wie die Dialoge für das streitbare Paar "Hannewackel und Jakobine" für die Pfälzische Volkszeitung. 1953 war sie Preisträgerin bei dem 1. Mundartdichterwettstreit der Gemeinde Bockenheim. Bald nach dem Tod ihres Mannes 1964 zog sie in ein Alten- und Pflegeheim in Lambrecht, wo sie 1973 verstarb.

## Werke
- Familie Hemmer – Die Geschichte einer Arbeiterfamilie. Verlag Heinz Rohr, Kaiserslautern 1941.
- Die überrumpelt Schwiegermutter, Schwank in einem Akt, 1953.
- Hannewackel und Jakobine. Kaiserslautern, Pfälz. Volkszeitung, 1955.